# Kozje
Kozje – wieś w Słowenii, siedziba gminy Kozje. W 2018 roku liczyła 637 mieszkańców.